# Kamiaki
Kamiaki (biał. Камякі; ros. Комяки, Komiaki) – wieś na Białorusi, w obwodzie witebskim, w rejonie orszańskim, w sielsowiecie Smolany.